# Samoclevo
Samoclevo (IPA: /samoˈklɛvo/, Samocléf in solandro) è una frazione del comune di Caldes in provincia autonoma di Trento.

## Storia
Samoclevo è stato comune autonomo fino al 1929, anno in cui venne aggregato a Caldes.

## Monumenti e luoghi d'interesse

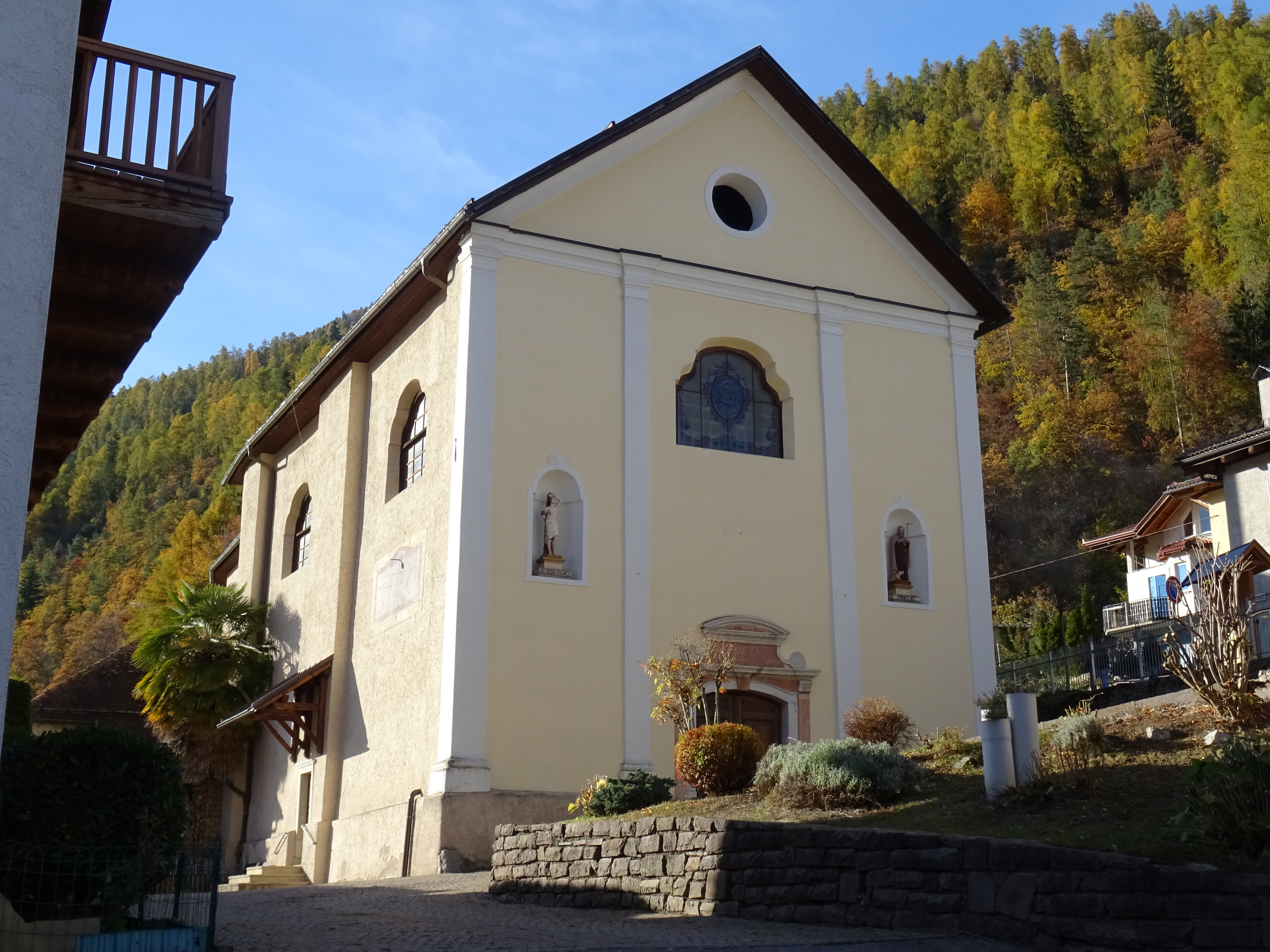
La chiesa di San Vigilio

### Architetture religiose
- Chiesa di San Vigilio (1824), costruita dove sorgeva un precedente edificio di culto attestato nel XV secolo.[5]

### Architetture militari
- Rocca di Samoclevo, fortezza medievale del XII secolo.